# Clumsy
Pour les articles homonymes, voir Clumsy (homonymie).
Singles de Fergie
Big Girls Don't Cry
(2007) Labels or Love
(2008)
Pistes de The Dutchess
Fergalicious All That I Got (The Make Up Song)
Clumsy est le cinquième et dernier single extrait de l'album The Dutchess de Fergie. C'est une chanson pop et RnB avec quelques influences soul.
Elle contient un extrait de The Girl Can't Help It de Little Richard.

## Formats et liste des pistes
Australie CD single
 Union européenne CD single
1. Clumsy (radio edit) - 3:16
2. Clumsy (revisited) - 3:32

 Union européenne CD maxi
1. Clumsy (album) - 4:04
2. Clumsy (instrumental) - 4:02
3. Clumsy (revisited) - 3:32

Bonus
1. Clumsy (vidéoclip)

## Clip
Le clip est réalisé par Marc Webb et Rich Lee , filmé en juillet 2007.
Le clip vidéo commence par l'ouverture d'un livre, sur lequel sont affichés les noms des réalisateurs, des interprètes et le titre de la chanson. Fergie commence alors à chanter sur scène ; le livre tourne les pages et soudain l'artiste regarde depuis les coulisses du podium l'homme dont elle est amoureuse, elle se rend au défilé en tant que mannequin mais tombe de la scène parce qu'elle est distraite par le garçon mentionné précédemment. La carte change à nouveau ; on peut voir Fergie conduire une voiture avec ses amis. Elle se regarde dans le miroir et remarque un bel homme ; pour l'impressionner, l'artiste montre les capacités de sa voiture, qui tombe en panne après un certain temps. On voit ensuite la chanteuse chanter sur scène avec son choriste, qui heurte accidentellement quelqu'un, provoquant l'effondrement de la piste. Ferguson apparaît ensuite volant autour du monde dans un avion aux côtés d'un homme. Dans la dernière partie de la vidéo, Fergie est assise sur le rebord d'un bâtiment et lit un message sur son téléphone portable, puis tombe. Elle est capturée par un garçon, objet des premiers désirs de l'artiste. Ils marchent ensemble dans la rue en se tenant la main ; le livre se ferme.